# Allopogon argyrocinctus
Allopogon argyrocinctus là một loài ruồi trong họ Asilidae. Allopogon argyrocinctus được Schiner miêu tả năm 1867.